# وارلوبیه
وارلوبیه (به لاتین: Warlubie) یک روستا در لهستان است که در گمینا وارلوبیه واقع شده‌است. وارلوبیه ۲٬۱۰۰ نفر جمعیت دارد.